# Контрастивна лінгвістика
Контрастивна лінгвістика – орієнтований на практику лінгвістичний підхід, який прагне описати відмінності та спільні риси між парою мов (тому її іноді називають «диференційною лінгвістикою»).

## Історія
У той час як традиційні лінгвістичні дослідження розвинули порівняльні методи (порівняльна лінгвістика), головним чином, щоб продемонструвати родинні зв'язки між спорідненими мовами, або ж щоб проілюструвати історичний розвиток однієї або кількох мов, сучасна контрастивна лінгвістика намагається показати, чим відрізняються дві відповідні мови, щоб допомогти у розв'язанні практичних проблем. (Іноді для позначення цих двох точок зору використовуються терміни діахронічна лінгвістика або синхронічна лінгвістика).
Контрастивну лінгвістику, починаючи з її заснування у Робертом Ладо 1950-х роках, пов'язували з аспектами прикладної лінгвістики, наприклад, щоб уникнути інтерференційних помилок у вивченні іноземних мов, як стверджував Ді П'єтро (1971) (дивитись також контрастивний аналіз), щоб сприяти міжмовній передачі в процесі перекладу тексту з однієї мови на іншу, як продемонстрували Віней та Дарбелнет (1958),  Хатім (1997), а також щоб знаходити лексичні еквіваленти в процесі написання двомовних словників, як показали Хелтай (1988) та Хартман (1991) (див. двомовна лексикографія).
Контрастивні описи можуть з'явитися на кожному рівні мовної структури: звуки (фонологія), правильне написання слів (орфографія), форма та будова слова (морфологія), словниковий запас певної мови (лексикологія), вживання стійких словосполучень (фразеологія), граматична будова речення (синтаксис) та повний дискурс (текстологія). Різноманітні техніки, що використовуються в корпусній лінгвістиці, показали свою актуальність в внутрішньомовних та міжмовних контрастних дослідженнях, наприклад шляхом аналізу «паралельного тексту» (Хартман 1997).
Контрастивні лінгвістичні дослідження також можуть бути застосовані до диференційованого опису одного або кількох різновидів у межах мови, таких як стилі (контрастивна риторика), діалекти, регістри чи термінології технічних жанрів.